# Paolo Cherchi
Paolo Cherchi (Oschiri, 10 maggio 1937) è un filologo e storico della letteratura italiano. 

## Biografia
Laureatosi in lettere all'Università di Cagliari nel 1962, successivamente ha conseguito un dottorato di ricerca in lingue romanze all'Università della California di Berkeley nel 1966. Dal 1966 al 2003 ha insegnato letteratura italiana e spagnola all'Università di Chicago, di cui è poi divenuto professore emerito. Dal 2003 al 2009 è stato inoltre professore ordinario di letteratura italiana all'Università di Ferrara. Ha partecipato come relatore a numerosi congressi di rilievo internazionale. Dal 2016 è socio straniero dell'Accademia dei Lincei.
Ha scritto oltre 400 pubblicazioni scientifiche tra monografie, curatele, saggi, articoli e recensioni.
Nel 2000 ha ricevuto il riconoscimento speciale della giuria del Premio Dessì.

## Principali pubblicazioni
- Capitoli di critica cervantina, (1605-1789), Roma, Bulzoni, 1977;
- Enciclopedismo e politica della riscrittura: Tommaso Garzoni, Pisa, Pacini, 1980;
- L' amante ropalico e altri erostrati, Lugano, Schlesinger, 1988;
- Italian poetry since world war 2. : a special double issue, Chicago, Modern Poetry Association, 1989;
- Andreas and the ambiguity of courtly love, Toronto, Toronto University Press, 1994;
- Il millennio di Tommaso Garzoni. La piazza universale di tutte le professioni del mondo, Torino, Einaudi, 1996;
- La metamorfosi dell'Adone, Ravenna, Longo, 1996;
- Polimatia di riuso. Mezzo secolo di plagio (1539-1589), Roma, Bulzoni, 1998;
- L'onestade e l'onesto raccontare del «Decameron», Firenze, Cadmo, 2004;
- Verso la chiusura. Saggio sul «Canzoniere» di Petrarca, Bologna, Il Mulino, 2008;
- La rosa dei venti. Una mappa delle teorie letterarie, Roma, Carocci, 2011;
- Erudizione e leggerezza. Saggi di filologia comparativa, a cura di G. Adamo, Roma, Viella, 2012;
- Il millennio tirante il bianco di Joanot Martorell, Torino, Einaudi, 2013.